# Barak Bakhar
Barak Bakhar (Tzrufa, Israel, 21 de septiembre de 1979) es un exjugador y entrenador de fútbol israelí. Actualmente está sin club.

## Vida personal
Bakhar nació en la comunidad moshav de Tzrufa, Israel, de un padre turco de ascendencia judía sefardí y mizrají, y de una madre nacida en Israel de ascendencia judía asquenazí (judía polaca). Su tío era el ministro israelí de Turismo, Rehavam Zeevi, asesinado por pistoleros palestinos en 2001.

## Carrera como jugador
Después de pasar por las filas del sistema juvenil de Neve Yosef, Bakhar se transfirió al equipo de la Liga Artzit, Hakoah Ramat Gan. Tras cuatro temporadas en la segunda división del fútbol israelí, se marchó al Hapoel Petah Tikva.
En 2004, Bakhar se unió al equipo de la Liga Leumit, Ironi Kiryat Shmona. Se estableció en la alineación titular en el lado derecho de su defensa y les ayudó a conseguir el ascenso a la Liga Premier de Israel, el nivel más alto del fútbol israelí. Durante la temporada 2007-08, Bakhar jugó todos los partidos de liga menos uno para el club de Kiryat Shmona, debido a la acumulación de tarjetas amarillas.
En octubre de 2008, Bakhar fue convocado por el entrenador de la selección nacional, Dror Kashtan, para los partidos de clasificación para el Mundial 2010 contra Luxemburgo y Letonia. Sin embargo, su convocatoria fue cancelada, ya que nunca completó su servicio en las FDI, un requisito de todos los jugadores judíos para representar a Israel en el equipo nacional, por lo que Eyal Meshumar fue llamado en su lugar.

## Carrera como entrenador
El 3 de octubre de 2012, Bakhar fue nombrado entrenador del Hapoel Ironi Kiryat Shmona. El 14 de mayo de 2015 finalizó su contrato.
En la temporada 2015-16, asumió el cargo de entrenador en el Hapoel Be'er Sheva. El 6 de enero de 2020, renunció a su cargo luego de que el equipo perdiera 1-0 ante el Hapoel Tel Aviv.
El 8 de julio de 2020, tras finalizar la temporada 2019-20, Bakhar fue nombrado entrenador del Maccabi Haifa. En el 2022, Bakhar llevó al club a la fase de grupos de la UEFA Champions League por primera vez en trece años después de victorias en la clasificación sobre el Olympiakos, el Apollon Limassol y Estrella Roja de Belgrado.
En mayo de 2023, Bakhar fue nombrado entrenador del Estrella Roja de Belgrado de la Superliga de Serbia.En diciembre del mismo año, fue despedido luego de una derrota ante el Partizán.
El 29 de mayo de 2024, inició su segunda etapa en el Maccabi Haifa y firmó un contrato por dos temporadas. Sin embargo, un año después, fue destituido de su cargo tras una derrota por 5-1 ante el Hapoel Haifa.

## Clubes

### Como jugador
| Club                | País   | Año       |
| ------------------- | ------ | --------- |
| Hakoah Ramat Gan    | Israel | 1998-2002 |
| Hapoel Petah Tikva  | Israel | 2002-2004 |
| Ironi Kiryat Shmona | Israel | 2004-2011 |

### Como entrenador
| Club                | País   | Año       |
| ------------------- | ------ | --------- |
| Ironi Kiryat Shmona | Israel | 2012-2015 |
| Hapoel Be'er Sheva  | Israel | 2015-2020 |
| Maccabi Haifa       | Israel | 2020-2023 |
| Estrella Roja       | Serbia | 2023      |
| Maccabi Haifa       | Israel | 2024-2025 |

## Palmarés

### Como jugador

#### Campeonatos nacionales
| Título      | Club                | País   | Año     |
| ----------- | ------------------- | ------ | ------- |
| Copa Toto   | Amidar Ramat Gan    | Israel | 1998-99 |
| Liga Leumit | Ironi Kiryat Shmona | Israel | 2006-07 |
| Copa Toto   | Ironi Kiryat Shmona | Israel | 2006-07 |
| Copa Toto   | Ironi Kiryat Shmona | Israel | 2010-11 |

### Como entrenador

#### Campeonatos nacionales
| Título                 | Club                | País   | Año     |
| ---------------------- | ------------------- | ------ | ------- |
| Copa de Israel         | Ironi Kiryat Shmona | Israel | 2013-14 |
| Liga Premier de Israel | Hapoel Be'er Sheva  | Israel | 2015-16 |
| Supercopa de Israel    | Hapoel Be'er Sheva  | Israel | 2016    |
| Liga Premier de Israel | Hapoel Be'er Sheva  | Israel | 2016-17 |
| Supercopa de Israel    | Hapoel Be'er Sheva  | Israel | 2017    |
| Liga Premier de Israel | Hapoel Be'er Sheva  | Israel | 2017-18 |
| Liga Premier de Israel | Maccabi Haifa       | Israel | 2020-21 |
| Supercopa de Israel    | Maccabi Haifa       | Israel | 2021    |
| Liga Premier de Israel | Maccabi Haifa       | Israel | 2021-22 |
| Copa Toto              | Maccabi Haifa       | Israel | 2021-22 |
| Liga Premier de Israel | Maccabi Haifa       | Israel | 2022-23 |